# Episodi di The Musketeers (seconda stagione)
La seconda stagione della serie televisiva The Musketeers è stata trasmessa in prima visione assoluta nel Regno Unito da BBC One dal 2 gennaio 2015. Gli ultimi due episodi della stagione sono stati trasmessi il 14 e il 21 marzo su BBC America, e il 20 e 27 marzo su BBC One.
In Italia la stagione è resa disponibile sul servizio di streaming on demand Mediaset Infinity dall'11 maggio 2015. È stata trasmessa in chiaro su Italia 1 nell'estate 2016 in seconda serata.
| nº | Titolo originale            | Titolo italiano                | Prima TV Regno Unito | Pubblicazione Italia |
| -- | --------------------------- | ------------------------------ | -------------------- | -------------------- |
| 1  | Keep Your Friends Close     | Tieniti stretto i tuoi amici   | 2 gennaio 2015       | 11 maggio 2015       |
| 2  | An Ordinary Man             | Uno qualunque                  | 9 gennaio 2015       | 11 maggio 2015       |
| 3  | The Good Traitor            | Il buon traditore              | 16 gennaio 2015      | 11 maggio 2015       |
| 4  | Émilie                      | Émilie                         | 30 gennaio 2015      | 11 maggio 2015       |
| 5  | The Return                  | Fantasmi dal passato           | 13 febbraio 2015     | 11 maggio 2015       |
| 6  | Through a Glass Darkly      | Attraverso uno specchio oscuro | 20 febbraio 2015     | 11 maggio 2015       |
| 7  | A Marriage of Inconvenience | Un matrimonio sconveniente     | 27 febbraio 2015     | 11 maggio 2015       |
| 8  | The Prodigal Father         | Il padre prodigo               | 6 marzo 2015         | 11 maggio 2015       |
| 9  | The Accused                 | L'accusato                     | 14 marzo 2015        | 11 maggio 2015       |
| 10 | Trial and Punishment        | Giudizio e castigo             | 21 marzo 2015        | 11 maggio 2015       |

## Tieniti stretto i tuoi amici
- Titolo originale: Keep Your Friends Close
- Diretto da: John Strickland
- Scritto da: Adrian Hodges

### Trama
La serie illustra subito i cambiamenti avvenuti nel frattempo: viene celebrato il funerale del defunto Cardinale Richelieu, la Regina Anna partorisce l'erede al trono e promuove Constance Bonacieux come propria guardarobiera, mentre il Capitano Tréville rifiuta un ruolo politico offertogli dal Re Luigi XIII che già lo vedeva come sostituto del Cardinale.
I moschettieri d'Artagnan, Athos, Porthos ed Aramis vengono inviati in missione per riportare a Parigi l'ex braccio destro del Cardinale Rochefort, odiato dai moschettieri tanto quanto il defunto primo ministro e non meno subdolo e malvagio di quest'ultimo: egli era prigioniero della Spagna ed è riuscito a fuggire da Madrid, e porta con sé importanti nuove per il Re, tant'è che Athos e compagni si vedono costretti a salvarlo da un linciaggio.
Rochefort comunica a Tréville che gli spagnoli tengono tuttora imprigionato il Generale de Foix, un vecchio amico del Capitano che era dato per morto e che è al corrente delle strategie militari francesi, e Rochefort stesso s'incarica di organizzare la spedizione per salvarlo chiedendo l'aiuto dei moschettieri: questi ultimi ignorano che Rochefort in realtà è una spia della Spagna con lo scopo di destabilizzare il regno francese, il quale a palazzo può contare sul supporto dell'ambasciatore spagnolo Don Fernando Perales, e uno dei loro primi obbiettivi è l'eliminazione dei moschettieri.
- Ascolti Regno Unito: telespettatori 4 930 000[1]

## Uno qualunque
- Titolo originale: An Ordinary Man
- Diretto da: John Strickland
- Scritto da: Adrian Hodges

### Trama
A due giorni dal battesimo del delfino i moschettieri si vedono costretti ad esaudire l'ultimo capriccio del Re Luigi, ovvero il suo desiderio di vestire abiti borghesi e passare una notte tra il proprio popolo come un cittadino qualunque; mentre Athos, Porthos e d'Artagnan fanno compagnia al Re in una malfrequentata taverna Aramis fa visita al primogenito dei monarchi, sempre più convinto che in realtà si tratti del suo figlio biologico.
Durante la nottata nel locale si scatena una furibonda rissa e sia il Re che d'Artagnan scompaiono: i rimanenti moschettieri si mettono quindi sulle loro tracce per riuscire a recuperare il monarca prima del battesimo del figlio, tracce che portano al pregiudicato Sébastien Lemaître, un criminale coinvolto nel rapimento di comuni cittadini allo scopo di rivenderli come schiavi alle galee spagnole e che in questo business ha trovato una socia in Milady de Winter.
Nel frattempo Rochefort, ormai promosso nel ruolo di degno sostituto del Cardinale Richelieu, approfitta della situazione per cercare di convincere la Regina Anna a mettersi in contatto con il fratello Filippo per richiedere ufficialmente il supporto da parte della Spagna.
- Ascolti Regno Unito: telespettatori 4 780 000[1]

## Il buon traditore
- Titolo originale: The Good Traitor
- Diretto da: Marc Jobst
- Scritto da: Adrian Hodges e Lucy Catherine

### Trama
Al cospetto del Re Luigi e dei moschettieri fa il suo arrivo nella capitale il Generale Tariq Alamán, un traditore dell'esercito spagnolo di etnia mora che afferma di voler consegnare alla Francia la formula di una potentissima polvere da sparo e la macchina cifratrice utile a decifrare la formula stessa in cambio della libertà della figlia Samara, tenuta prigioniera proprio a Parigi da un manipolo di spie della Spagna capeggiato dal Generale Baltasar, uomo di fiducia dell'ambasciatore Perales.
Nel frattempo il futuro erede al trono è febbricitante e viene convocato da Ginevra il dottor Lemay per trovare una cura, ma Constance, visibilmente turbata, architetta una rischiosa alternativa per salvare il bimbo; approfittano del momento difficile sia Rochefort che Milady de Winter per imbonirsi rispettivamente la Regina Anna ed il Re Luigi.
Alla luce delle pessime condizioni del delfino, dato che le sanguisughe del dottor Lemay non hanno apparentemente sortito effetti positivi, Constance rapisce il piccolo e lo porta nelle lavanderie, poi Rochefort la trova e la fa arrestare, ma il dottor Lemay dà ai genitori del piccolo una bellissima notizia, la salute del delfino è migliorata, si presume che il merito vada attribuito al vapore delle lavanderie che hanno giovato ai polmoni del piccolo, quindi Constance viene perdonata. La regina Anna sorprende suo marito insieme a Milady de Winter, dopo che quest'ultima si era concessa al re.
Pur di liberare sua figlia, Tariq si consegna a Baltasar, mentre Samara viene liberata dai moschettieri, ma alla fine Tariq si toglie la vita innescando un'esplosione con la sua polvere da sparo, anche Baltasar muore nell'esplosione, mentre il cifrario viene distrutto, dato che lo stesso Tariq lo considerava troppo pericoloso.

## Émilie
- Titolo originale: Émilie
- Diretto da: Andy Hay
- Scritto da: Adrian Hodges e Ryan Craig

### Trama
Fa il suo arrivo alle porte di Parigi la sacerdotessa Émilie di Duras, una contadina con apparenti poteri di divinazione che sprona il proprio esercito di seguaci a scagliarsi contro la Spagna e gli spagnoli, destando di conseguenza inquietudine in alcuni iberici presenti a palazzo come la Regina Anna e l'ambasciatore Perales, e così i moschettieri inviano Aramis come infiltrato. La regina Anna chiede udienza al cospetto di Émilie, accompagnata da Constance, la quale scopre del sentimento amoroso tra Anna e Aramis.
Rochefort prosegue la sua opera di controllo ed imposizione sulle figure di corte ritenute maggiormente instabili, imponendo a queste la subordinazione tramite il ricatto: verrà presto ai ferri corti sia con Perales che, stanco della sua prepotenza, incaricherà la prostituta di Rochefort di ucciderlo.
Aramis e Constance scoprono che le visioni divine di Émilie sono indotte da qualcosa, sospetto confermato da Lemay, il quale afferma che nel suo cibo è stato messo un fungo allucinogeno. Émilie viene arrestata, la donna inizia a sentirsi male a causa della crisi di astinenza, ma poi riprende le forze e capisce che è stata sua madre a manipolarla. Émilie scioglie il suo ordine religioso, poi uno dei membri dell'ordine, mosso dalla rabbia, uccide la madre di Émilie lanciandole un sasso alla testa.
La prostituta che Perales aveva assoldato cerca di uccidere Rochefort accoltellandolo, ma lui la uccide, ma non prima di farsi dare il nome del suo mandante. Perales decide di scappare via in Spagna con l'aiuto dei moschettieri, promettendo loro che gli dirà tutta la verità, ma Milady de Winter, assoldata da Rochefort, lo uccide avvelenandolo, e Rochefort non si lascia scappare l'opportunità di mettere Tréville in cattiva luce dato che era sua la responsabilità di proteggere Perales, quindi il re gli toglie il titolo di capitano dei moschettieri.

## Fantasmi dal passato
- Titolo originale: The Return
- Diretto da: Marc Jobst
- Scritto da: Simon J. Ashford

### Trama
Athos viene rapito dai contadini di Pinon e condotto nel villaggio del quale è ancora ufficialmente il feudatario, in qualità di Conte de la Fère. L'oste Bertrand e la figlia Jeanne, a nome dell'intera comunità, chiedono l'aiuto del moschettiere per mettere fine alla tirannia del Barone Renard de Louviers e del figlio Edmond, il quale brama il ruolo di vassallo su quella terra; nel villaggio Athos si ricongiunge con Catherine de Garouville, fidanzata del defunto fratello Thomas. Catherine in principio era la promessa sposa di Athos, ma lui aveva sciolto il fidanzamento quando si era innamorato di Milady.
I moschettieri si mettono sulle tracce di Athos e a loro si unisce un Tréville privato del ruolo di capitano e costantemente punzecchiato da Porthos, quest'ultimo ormai fermamente convinto che l'ex leader gli nasconda da sempre importanti informazioni sul suo passato.
Renard e Edmond rapiscono Jeanne. Nonostante tutto, Athos, preda dei ricordi dolorosi del suo passato, non è intenzionato a combattere, ma Catherine e i moschettieri lo convincono a reagire. Porthos e Aramis salvano Jeanne, proprio quando Edmond sta per abusare di lei. I moschettieri, insieme agli abitanti del villaggio, affrontano Renard, Edmond e i loro uomini, sconfiggendoli. Edmond muore nella battaglia. Athos, ormai privo di interesse alcuno per le proprie terre, decide di darle a Bertrand, nominandolo sindaco del villaggio.

## Attraverso uno specchio oscuro
- Titolo originale: Through a Glass Darkly
- Diretto da: Andy Hay
- Scritto da: Marnie Dickens e Adrian Hodges

### Trama
Il re decide di assistere a uno spettacolo di astronomia, tenuto in un castello, in compagnia della regina, di Costance, di Milady, di Rochefort e dei moschettieri (tranne Athos e Tréville). Entrati nel palazzo vengono assaliti da misteriosi agressori che hanno la meglio sui moschettieri scaraventando addirittura Aramis (che sopravvive alla caduta) da una finestra. L'astronomo rivela il suo piano: sceglierà chi è destinato a vivere tramite il lancio di una moneta. Milady si sottopone al gioco, vince e può dunque fuggire, una guardia reale perde e viene uccisa. Mentre Milady si reca ad avvertire Athos e Tréville del pericolo che corre il re, Aramis scala il palazzo riuscendo ad entrare nella stanza dove sono prigioniere la Regina e il Delfino. L'astronomo racconta al re che per colpa sua ha perso la famiglia in un'epidemia di peste, infatti il re, oltre a isolare il villaggio non permettendo a nessuno di fuggirne, non ha fornito nemmeno il cibo che aveva promesso, lasciando morire di fame quasi tutti gli abitanti. L'astronomo è stato costretto a scegliere fra i suoi due figli a quale dare da mangiare tramite il lancio di una moneta. È stato però tutto inutile, perché entrambi i fligli sono morti.  L'astronomo decide di uccidere il re, dopo che con il lancio della moneta D'Artagnan aveva scommesso la vita del re (dandogli così una possibilità), ma suo fratello si sacrifica per il re. Nello stesso momento irrompono i moschettieri di Tréville insieme a Rochefort (che si era liberato insieme a Porthos). L'astronomo, anche se disarmato e in fuga, viene ucciso da Rochefort.
Il re tronca il suo rapporto con Milady , non perdonandole il fatto di essere fuggita e con D'Artagnan che ha osato scommettere la vita del proprio re. Alla fine Constance bacia D'Artagnan davanti a tutti, non vergognandosi più dell'amore che prova per lui.

## Un matrimonio sconveniente
- Titolo originale: A Marriage of Inconvenience
- Diretto da: Edward Bennett
- Scritto da: Steve Bailie

### Trama
I moschettieri scortano a Parigi la cugina del re, promessa sposa di un principe svedese. Il servo della principessa spara, con il suo moschetto, a Tréville, mentre sta ritirando il regalo per la principessa (un suo ritratto) rischiando di ucciderlo. Lemay lo salva, grazie al fatto che l'uniforme del moschettiere ha attutito la forza d'impatto del proiettile. In seguito si scopre che la "principessa" è un'assassina ingaggiata da Rochefort per uccidere il cancelliere svedese: il suo assistente ha tentato di uccidere Tréville per impedire che il ritratto rivelasse che lei non è la principessa, la quale è stata uccisa dall'assassina. Constance affronta il marito, dicendogli che il loro matrimonio è finito, e che lei e D'Artagnan si amano. Bonacieux la prende a schiaffi e le intima di venire via con lui lasciando la corte. Alla fine la finta principessa non riesce nel proprio scopo, uccidendo però Bonacieux, e viene imprigionata, mentre il suo assistente si toglie la vita dopo essere stato catturato da Porthos. In prigione Milady promette alla finta principessa di liberarla in cambio del nome del mandante. Saputo il nome di Rochefort, e che in realtà lui è una spia che lavora per la Spagna, Milady la uccide (in un certo senso liberandola). Marguerite, la damigella della regina, viene minacciata da Rochefort, il quale ha scoperto che lei è stata l'amante di Aramis, dicendole che lo riferirà a suo padre, e che una volta sparsa la voce nessuno la vorrà in sposa. Marguerite si vede costretta a esaudire le richieste di Rochefort, rubando ad Aramis il crocifisso che la regina gli ha regalato, iniziando quindi a sospettare di una possibile relazione tra i due. 
Tréville, che nel corso della puntata ha quasi rischiato di morire, decide di rivelare a Porthos il nome di suo padre.

## Il padre prodigo
- Titolo originale: The Prodigal Father
- Diretto da: Edward Bennett
- Scritto da: Susie Conklin e Adrian Hodges

### Trama
Porthos scopre, per bocca di Tréville, chi è suo padre: il marchese Belgard. Viene accolto nella casa di famiglia dove conosce la sorellastra Eleanor e lo sposo di quest'ultima, Levesque. Belgard gli racconta che sua madre era la serva di famiglia, ma lui si era innamorato di lei e l'aveva sposata in segreto. Il padre di Belgard non approvava quindi aveva chiesto a Tréville e De Foix di portarla via di nascosto. Bergard non sapeva che era gravida e aveva sposato un'altra donna, la madre di Eleanor. Infuriato, Porthos lascia i moschettieri, accusando Tréville di avergli fatto fare carriera solo per attenuare il proprio senso di colpa. Constance è in lutto per la morte del marito, e pur non avendolo amato, non è pronta ad abbandonarsi all'amore che prova per D'Artagnan. D'Artagnan esprime la propria delusione, dato che la donna che ama continua a cercare scuse per allontanarlo. Lemay confessa a Constance il proprio amore e le chiede di sposarlo, lasciandola sconcertata. La regina confessa a Constance il proprio segreto, cioè che il Delfino in realtà è figlio di Aramis, e le consiglia di vivere appieno il proprio amore, lei che è libera di farlo. Porthos e suo padre vengono circondati dagli uomini di Eleanor e Lavesque, i moschettieri giungono in loro soccorso, Belgard uccide Lavesque (colpevole di condurre un bordello abusivo con la moglie). Porthos scopre da Tréville che in realtà fu il suo stesso padre a implorare Tréville e De Foix di portare via il bambino e la madre per paura di perdere l'eredità. Deluso, abbandona il padre e torna a far parte dei moschettieri. Constance parla con Lemay: pur apprezzando la sua proposta, non può sposarlo perché ama un altro uomo. Lemay le augura di essere felice. Constance dichiara finalmente il proprio amore a D'Artagnan, che la bacia.
A palazzo, Rochefort tenta di violentare la regina, salvata dall'arrivo di Costance. Anna lo ferisce ad un occhio. Rochefort allora chiama le guardie e fa arrestare la regina, dal momento che ha scoperto la sua relazione adulterina con Aramis
- Ascolti Regno Unito: telespettatori 4 050 000[1]

## L'accusato
- Titolo originale: The Accused
- Diretto da: Nicholas Renton
- Scritto da: Simon J. Ashford

### Trama
Rochefort accusa la regina di tradimento. Anna infatti aveva scritto una lettera al re di Spagna suo fratello quando il re Luigi era stato catturato dai mercanti di schiavi. In realtà era stato lo stesso Rochefort a spingerla a farlo. Athos e Aramis rivelano agli altri moschettieri che Aramis è il padre del Delfino. La regina, per paura di Rochefort, fugge nel convento nel quale era stata con Aramis, accompagnata da D'Artagnan, Aramis, Portos e Tréville. Nel frattempo Rochefort mette in atto un complotto contro il Re avvelenandolo (non tanto da ucciderlo) e dando la colpa al dottor Lemay e a Constance, che vengono arrestati. Lemay viene decapitato. La Regina torna al palazzo reale con i moschettieri (fidandosi di Marguerite) e qui viene arrestata con Aramis, entrambi accusati di adulterio.
Porthos con una lettera falsa di Rochefort (però con la stessa grafia e il sigillo) si reca in Spagna da Vargas (capo dei servizi segreti Spagnoli), unico uomo che sa che Rochefort sia una spia al servizio della Spagna.

## Giudizio e castigo
- Titolo originale: Trial and Punishment
- Diretto da: Nicholas Renton
- Scritto da: Simon Allen

### Trama
Constance sta per essere giustiziata, ma i moschettieri la salvano. Porthos raggiunge Vargas e uccide i suoi uomini. Lo spagnolo viene persuaso a dire la verità al Re su Rochefort. Aramis è ancora in cella, e, a causa della testimonianza di lady Marguerite, tutti scoprono che il Delfino è suo figlio. Marguerite, vittima del senso di colpa e dell'umiliazione per essersi fatta manipolare da Rochefort, si toglie la vita ingerendo del veleno. Aramis, in cella, fa un giuramento a Dio, promettendo che, se uscirà vivo da questa situazione, smetterà di fare il moschettiere. Viene salvato da Milady, che lo tira fuori dalle prigioni. I moschettieri fanno irruzione al palazzo, e obbligano Vargas a confessare la verità davanti al Re sull'infedeltà di Rochefort, il quale è sul punto di uccidere Anna. Aramis giunge in soccorso della regina e affronta Rochefort. Per quest'ultimo ormai è finita, dato che tutte le sue menzogne ormai sono venute a galla. Nonostante tutto, mosso dalla follia, attacca i moschettieri, ma D'Artagnan lo uccide. Dato che Rochefort è ricordato da tutti come un traditore, tutte le sue accuse sono considerate infondate, comprese quelle relative alla relazione tra la regina e Aramis e alla vera paternità del Delfino. Il Re si scusa con i moschettieri per aver permesso a Rochefort di manipolarlo, poi nomina Tréville Ministro della Guerra, mentre Athos viene promosso capitano. Aramis decide di mantenere fede al proprio giuramento, quindi abbandona il lavoro di moschettiere. D'Artagnan e Constance si sposano. Athos avrebbe la possibilità di scappare in Inghilterra con Milady (a dispetto di tutto, i due si amano ancora), ma decide di non raggiungerla. Tréville lo convince a restare facendo appello ai suoi doveri nei confronti della Francia, specialmente ora che entrerà in guerra con la Spagna. Athos, Porthos e D'Artagnan vanno da Aramis per convincerlo a combattere al loro fianco, sicuri che con la guerra alle porte lui scioglierà la promessa fatta a Dio.
- Ascolti Regno Unito: telespettatori 4 180 000[1]